# Shay Logan
Shaleum Narval Logan, detto Shay (Manchester, 29 gennaio 1988), è un ex calciatore inglese, di ruolo difensore o centrocampista.